# اقتران الحاجبين
اقتران الحاجبين (بالإنجليزية: synophrys)‏ أو القَرَن (بالإنجليزية: unibrow)‏ هو اتصال شعر الحاجبين (ويسمى علميا synophrys). وهو عكس البَلَج وقد يتعدى الشعرَ الخفيف الذي يتوسّط الحاجبين، بحيث يشكّل حاجبا واحدا متصلا بنفس كثافة الشعر. ويرجع في العادة إلى ميزة جينية متوارثة تحدد توزّع بصيلات الشعر.

## ثقافة وتاريخ
تختلف معايير الجماليات والأذواق لدى البشر، وإن كان النمط السائد اليوم يتغيّر تبعا لإعلام الموضات الغربية، فإن اتصال الحاجبين حظي بالكثير من التقدير والإعجاب على مر الثقافات والتاريخ، فإننا نجد الحواجب المتصلة جد مرغوبة في الحضارتين الإغريقية والرومانية القديمة، فهي ترمز للطهارة والجمال الطبيعي وتعكس فطنة وتوقّد ذكاء صاحباتهن، مما كان يدفع ببعضهن إلى رسمها.
وقد كان الأمر كذلك في بلاد فارس في عصر الدولة القاجارية (1785-1925) فقد كان رمزا للجمال على السواء في الرجال والنساء، وتغنى به الشعراء. ولازلنا نجد هذا اليوم في طاجكستان وأوزبكستان، فالحواجب الأحادية تعكس العفة والطهارة لدى النساء والفحولة عند الرجال، ولذلك فإن بعض النساء تلجأ لوصلها بالكحل.
واختلفت كذلك نظرة العرب لجمالية هذه السمة فكما أن منهم من قد يسحره اقتران الحاجبين، فإنه كذلك اشتهر عنهم في القديم تفضيل البلج، يقول الأصمعي: «كانت العرب تكره القرن، وتستحب البلج. والبلج: أن ينقطع الحاجبان فيكون ما بينهما نقيًّا». وممن ذكر في صفته ذلك صهيب الرومي رضي الله عنه فقد كان أقرن الحاجبين.

## التشخيص الطبي
يعدّ اقتران الحواجب سمة عادية في التنوع الطبيعي للإنسان. وقد يرتبط في بعض الحالات مع بعض اختلالات النمو فنجده يبرز مثلا كسمة من سمات متلازمة كورنيليا دي لانج.